# 裘祖源
裘祖源（1904年—1988年），男，北京人，中国结核病学家，曾任北京市结核病研究所研究员、博士生导师，中华医学会常务理事，第六届全国政协委员。